# Аборт

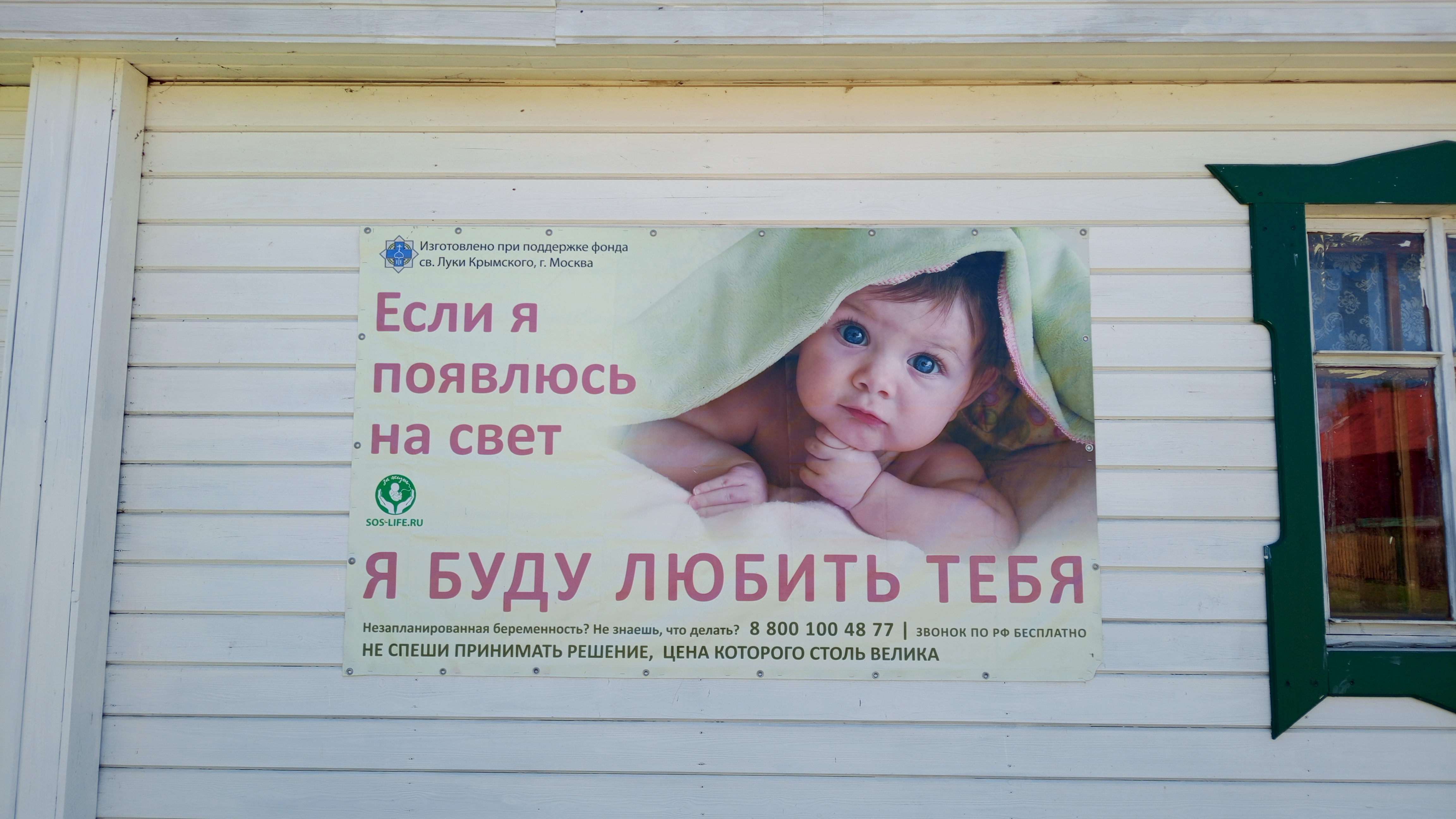
Если я появлюсь на свет, я буду любить тебя

Або́рт (искусственный аборт, от лат. abortus — «выкидыш») — искусственное прерывание беременности. По современным медицинским стандартам, аборт проводится, как правило, при сроке до 20 недель беременности или, если срок беременности неизвестен, при массе плода до 400 г.

## Безопасные и небезопасные аборты
Аборты подразделяются на безопасные и небезопасные. Безопасным называется аборт, который проводится при участии квалифицированного специалиста (врача, акушерки, медицинской сестры) с помощью одобренных и рекомендованных методов и в подходящем для этого медицинском учреждении. Аборт считается небезопасным, если проводится человеком без медицинского образования или не имеющим необходимой подготовки, в антисанитарных условиях или его производит сама женщина.
Небезопасные аборты приводят примерно к 70 тысячам женских смертей и около 5 млн инвалидностей в год во всём мире. При безопасном аборте риск осложнений значительно ниже, чем при небезопасном. Сами методы безопасного аборта также различаются по вероятности осложнений. Кроме того, вероятность осложнений зависит от качества проведения процедуры и срока беременности. Легальные аборты, проводимые в развитых странах, принадлежат к числу самых безопасных процедур в современной медицинской практике.
На практике в силу целого ряда причин легальный аборт далеко не во всех случаях является безопасным (то есть гарантирует минимальную вероятность осложнений), равно как и нелегальный не всегда является более опасным, чем легальный.
Безопасный аборт в подавляющем большинстве случаев не влияет на здоровье (в том числе репродуктивное) женщины. Также научные исследования не подтверждают связи между безопасным абортом в первом триместре и неблагоприятными исходами последующих беременностей. Количество данных по абортам во втором триместре беременности меньше, однако и они не показывают влияние безопасного аборта на последующие беременности.

#### Смертность от осложнений аборта
По данным ВОЗ, в странах, где женщины имеют доступ к безопасным абортам, вероятность смерти вследствие аборта, выполненного с использованием современных методов, не превышает 1 на 100 000 вмешательств. Для сравнения, в странах, не обеспечивающих доступ женщин к безопасным абортам, вероятность смерти от осложнений аборта на ранних сроках составляет 0,9-3,5 на 1000 вмешательств. Ежегодно в мире из 500 тыс. женщин детородного возраста, погибающих от причин, связанных с беременностью, 15 % случаев составляет смертность в результате осложнений небезопасного аборта, причём 98 % смертей приходится на развивающиеся страны.
В России смертность в результате осложнений искусственного медицинского аборта составляет 0—3 случая на 100 тысяч живорождений, или 0,05 % от всей материнской смертности.

## Медицинские показания к аборту
В России основными показаниями для прерывания беременности являются смерть плода в утробе или угроза жизни матери, в силу её состояния или неправильного протекания беременности (например, внематочная беременность). Также показаниями к аборту является неправильное внутриутробное развитие или необходимость в медицинских процедурах, пагубно влияющих на него (например, трансплантации органов). В большинстве случаев окончательное решение о применении искусственного аборта остаётся за беременной женщиной или её родственниками.
Показания к аборту в России не ограничиваются чисто медицинскими основаниями. В первом триместре беременности (до 12 недель) основным показанием к аборту является желание женщины. Во втором триместре (до 22 недель) аборт может быть проведён, если беременность наступила в результате изнасилования.

## Подготовка
Перед абортом проводятся:
- гинекологический осмотр;
- общий анализ крови;
- общий мазок;
- анализ на хорионический гонадотропин;
- анализ на сифилис;
- анализ на вирусные гепатиты B и С;
- анализ на ВИЧ;
- коагулограмма.

В зависимости от срока беременности, на котором проводится аборт, и наличия сопутствующей патологии, список исследований может быть значительно расширен. В некоторых учреждениях перед абортом женщине также предлагают пройти флюорографию, цитологический мазок с шейки матки, ЭКГ и другие виды обследования, связанные с охраной репродуктивного здоровья. Однако, как подчёркивают эксперты, такие обследования не должны рассматриваться как условие доступа к аборту, так как они необязательны для выполнения безопасного аборта.

## Виды аборта
Методы проведения аборта делятся на хирургические, или инструментальные, и медикаментозные. Хирургические методы подразумевают извлечение плода с использованием специальных инструментов, но необязательно включают хирургическую операцию. Медикаментозный, или фармацевтический, аборт — это провокация самопроизвольного аборта при помощи лекарственных препаратов.

### Медикаментозный аборт
Медикаментозный аборт проводится не позднее 12 недели беременности, в зависимости от рекомендаций и норм в конкретной стране. В России граница для проведения медикаментозного аборта, как правило, ниже: до 6 недель беременности (42 дня аменореи). Медикаментозный метод относится к безопасным методам проведения аборта и рекомендован ВОЗ как снижающий материнскую смертность и заболеваемость. Существуют и схемы проведения медикаментозного аборта для второго триместра беременности.
Медикаментозный аборт обычно проводится с помощью комбинации антигестеганного препарата с синтетическим простагландином (обычно мифепристона и мизопростола). По российским нормам, пациентка может получить эти препараты только у своего врача и принимает их в его присутствии. Свободная продажа средств медикаментозного аборта запрещена. В регионах, где мифепристон малодоступен, медикаментозный аборт производится с использованием только мизопростола.
Медикаментозный аборт комбинацией мифепристона и мизопростола приводит к полному аборту у 95—98 % женщин. В случаях неэффективности медикаментозного аборта проводится вакуумная аспирация. Помимо неполного аборта, при медикаментозном аборте могут возникнуть следующие осложнения: повышенная кровопотеря и кровотечение (вероятность 0,3 %—2,6 %), гематометра (накопление крови в полости матки, вероятность 2—4 %). Для их лечения используются кровоостанавливающие и спазмолитические препараты, продолжительность терапии составляет 1—5 дней.

### Хирургические методы аборта
Аборт хирургическими методами, то есть с использованием медицинских инструментов, проводится только специально подготовленными медицинскими работниками в медицинских учреждениях. Основные инструментальные методы аборта — это вакуумная аспирация («мини-аборт»), дилатация и кюретаж (острый кюретаж, «выскабливание») и дилатация и эвакуация. Выбор того или иного метода зависит от срока беременности и от возможностей конкретного медицинского учреждения. В России хирургическим абортом также часто называют процедуру дилатации и кюретажа.

#### Вакуумная аспирация
Вакуумная аспирация, наряду с медикаментозным абортом, является безопасным методом проведения аборта по оценке ВОЗ и рекомендуется в качестве основного метода проведения аборта при сроке беременности до 12 недель. При мануальной (то есть ручной) вакуумной аспирации в полость матки вводится шприц с гибкой пластиковой трубкой (канюлей) на конце. Через эту трубку высасывается плодное яйцо с находящимся внутри него плодом. При электрической вакуумной аспирации плодное яйцо высасывается при помощи электрического вакуумного отсоса.
Вакуумная аспирация приводит к полному аборту в 95—100 % случаев. Это атравматичный метод, который практически исключает риск перфорации матки, повреждения эндометрия и других осложнений, которые возможны при дилатации и кюретаже. По данным ВОЗ, частота серьёзных осложнений, подлежащих лечению в условиях стационара, после вакуумной аспирации составляет 0,1 %.

#### Дилатация и кюретаж
Дилатация и кюретаж (также острый кюретаж, в обиходе «выскабливание») — это хирургическая процедура, при которой врач сначала расширяет канал шейки матки (дилатация), а затем выскабливает стенки матки при помощи кюретки (кюретаж). Расширение шейки матки может проводиться с помощью специальных хирургических расширителей или путём приёма специальных препаратов (в этом случае сильно сокращается риск травмирования тканей и развития впоследствии цервикальной недостаточности). Перед процедурой женщине обязательно должны сделать обезболивание и дать успокоительные препараты.
В России дилатация и кюретаж — самый известный и широко распространённый метод проведения аборта. Тем не менее Всемирная организация здравоохранения относит его к менее безопасным и устаревшим методам, рекомендуя применять вместо этого вакуумную аспирацию и/или медикаментозные способы.

#### Дилатация и эвакуация
Дилатация и эвакуация — это метод аборта, который применяется во втором триместре беременности. ВОЗ рекомендует его как наиболее безопасный метод аборта на этих сроках. Тем не менее аборты во втором триместре в целом более опасны и чаще приводят к осложнениям, чем аборты на более ранних сроках. Процедура дилатации и эвакуации начинается с расширения шейки матки, которое может занять от нескольких часов до 1 дня. После этого для удаления плода применяется электрический вакуумный отсос. В некоторых случаях этого достаточно для полного аборта, в других случаях для завершения процедуры используются хирургические инструменты.

#### Искусственные роды
Искусственные роды — метод аборта, применяемый на поздних сроках (начиная со второго триместра беременности) и представляющий собой искусственную стимуляцию родов.

### Небезопасные «народные» методы
В истории человечества в качестве абортивных средств использовались различные растения: определённые виды рода Кирказон, пижма, мята болотная, можжевельник виргинский, сангвинария канадская и другие. Применение растительных средств для аборта может приводить к серьёзным, в том числе смертельным, побочным эффектам, как, например, полиорганная недостаточность, и категорически не рекомендуется врачами.
Иногда выкидыш пытаются вызвать при помощи травм брюшной полости, самостоятельного употребления медицинских препаратов (например, мизопростола), введения в полость матки острых предметов, таких как вязальные спицы или разогнутые проволочные вешалки, и других средств. Эти методы используются в странах, где аборты запрещены или малодоступны. Их использование приводит к высокому уровню осложнений и смертности среди женщин.

## Резус-конфликт
В случае, если во время беременности или родов в кровь к резус-отрицательной матери попадёт резус-положительная кровь ребёнка, есть опасность, что у матери начнут вырабатываться антитела на резус-фактор ребёнка; они попадут в кровь ребёнка и начнут уничтожать эритроциты, что приводит к гемолитической анемии, а она в свою очередь может стать причиной нарушений жизнедеятельности плода (в частности, желтухи) или даже его смерти. Существуют противоречивые данные относительно повышения вероятности резус-конфликта, если у женщины был аборт, выкидыш или внематочная беременность. Регулярный приём антирезусного иммуноглобулина во время первой беременности снижает вероятность резус-конфликта с 1 % до 0,2 %.

## Аборт и психическое здоровье
Значимое место в полемике вокруг проблемы аборта занимает вопрос, влияет ли аборт на психическое здоровье. В большинстве научных публикаций, в рекомендациях ВОЗ для акушеров-гинекологов представлено мнение, что подавляющее большинство женщин переносят аборт без последствий для психики. Лучшие обзоры исследований в целом демонстрируют отсутствие долгосрочных последствий аборта для психики при сравнении аборта с вынашиванием нежелательной беременности. Исследования более низкого качества, не контролирующие психическое здоровье до аборта и другие предшествующие и сопутствующие факторы риска, с большей вероятностью обнаруживают негативные последствия аборта для психики. 

## Моральные аспекты
В современном мире допустимость абортов и её пределы — остро дискуссионная проблема, включающая религиозные, этические, медицинские, социальные и правовые аспекты. В некоторых странах (например, в США, Польше) эта проблема приобрела такую остроту, что вызвала раскол и ожесточённое противостояние в обществе.
Первый моральный вопрос, вызывающий споры, — прерывается ли при аборте уже существующая человеческая жизнь? Противники абортов говорят о «зачатом ребёнке», «нерождённом младенце», «ребёнке в лоне матери». Многие верующие, в частности христиане, относятся к аборту как к убийству человека, хотя и на ранней стадии его развития. По мнению сторонников права на аборт, эмбрион не может считаться ребёнком ни с юридической, ни с социальной, ни с биологической точки зрения. Согласно философской концепции антинатализма, рождение детей само по себе является аморальным, так как оно всегда приносит вред для рождаемых, иногда вне зависимости от того, насколько высоко будет качество их жизни.
Второй дискуссионный моральный вопрос касается приоритета интересов эмбриона над интересами женщины или наоборот. Противники абортов ставят право эмбриона на жизнь наравне с правами женщины. Сторонники права на аборт отдают приоритет праву женщины на личную неприкосновенность и свободу распоряжения собственным телом.

## Селективный аборт
Для ряда стран (Индия, Китай, Азербайджан и др.) с патриархальным укладом жизни актуальной является проблема селективного аборта, при которой родители преднамеренно совершают избавление от эмбрионов женского пола с целью появления на свет как можно большего числа сыновей.

## Селективная редукция
Селективная редукция одного или нескольких эмбрионов с согласия родителей в ходе многоплодной беременности также проблемна с точки зрения морали и юриспруденции. Это феномен получает всё более широкое распространение в связи с ростом популярности ЭКО.

## Юридические аспекты

Правовой статус легальности абортов в мире
Разрешены по желанию без ограничений по сроку беременности.
Разрешены по желанию с ограничением прерывания беременности на сроках после первых 17 недель.
Разрешены по желанию с ограничением прерывания беременности на сроках до 17 недель.
Разрешены по желанию с неустановленным сроком беременности.
Разрешены при изнасиловании, патологии плода, угрозе жизни или здоровью матери, по социально-экономическим факторам.
Запрещены, за исключением изнасилования, патологии плода, угрозы жизни или здоровью матери.
Запрещены, за исключением патологии плода, угрозы жизни или здоровью матери.
Запрещены, за исключением изнасилования, угрозы жизни или здоровью матери.
Запрещены, за исключением угрозы жизни или здоровью матери.
Запрещены, за исключением угрозы жизни матери.
Запрещены без исключений.
Нет информации.

Искусственный аборт может быть медицинским (сделанным в лечебных учреждениях врачами соответствующего профиля) и криминальным.
В настоящее время нормы, касающиеся аборта, имеются в уголовном законодательстве всех без исключения стран мира. В ряде стран соответствующие уголовно-правовые нормы содержатся в специальных законах (Дания, Швеция, Франция).
Однако уголовная политика в отношении абортов и конкретный состав наказуемых деяний в современных странах чрезвычайно различаются в зависимости от отношения данного государства и общества к проблеме искусственного прерывания беременности.
Все государства в отношении случаев допустимости аборта можно разделить на несколько групп:
1. Полное запрещение без исключений. В Андорре, Гондурасе, Никарагуа, Сальвадоре, на Мальте и Филиппинах, на территории Ватикана аборты запрещены законом без каких бы то ни было исключений.
2. Полное запрещение кроме исключительных случаев. В этой группе государств аборт рассматривается как преступление против внутриутробной жизни и приравнивается к убийству. Здесь аборт рассматривается преступным как таковой. В Афганистане, Анголе, Бангладеш, Брунее, Венесуэле, Восточном Тиморе, Гватемале, Египте, Индонезии, Ираке, Иране, Йемене, Кирибати, Ливане, Ливии, Лихтенштейне, Мавритании, Микронезии, ОАЭ, Омане, Парагвае, Папуа-Новой Гвинее, Сирии, Тринидаде и Тобаго аборты полностью запрещены (как правило, кроме случаев спасения жизни женщины). Такой же закон действует в американских штатах Алабама, Арканзас, Луизиана, Миссури, Оклахома, Теннесси, Техас и Южная Дакота[36].
3. Аборт по медицинским показаниям и в других исключительных случаях. В Алжире, Боливии, Бразилии, Бутане, Гане, Камеруне, Катаре, Кении, Коста-Рике, Мали, Марокко, Монако, Нигерии, Пакистане, Перу, Польше, Саудовской Аравии, Уругвае, Чаде, Чили, на Фиджи разрешены аборты только при угрозе жизни и здоровью женщины либо по медицинским показаниям и при исключительных обстоятельствах. Так, например, в Испании в 1985 году были легализованы аборты в случаях изнасилования, серьёзных аномалий плода и серьёзного риска, создаваемого беременностью для физического или психического здоровья женщины.
4. Аборт по медицинским и социально-экономическим показаниям. В Англии, Израиле, Индии, Финляндии, Японии аборты разрешены только по медицинским и социально-экономическим показаниям, а также в случаях изнасилования.
5. Свобода аборта. В наиболее либеральной группе стран законодатель исходит из признания права женщины самостоятельно решать вопрос о беременности. Уголовная политика направлена здесь на охрану здоровья женщины, то есть наказуемы только внебольничные и поздние аборты. Аборты по требованию на ранних стадиях беременности разрешены в Австралии, Австрии, Албании, Аргентине, Бельгии, Болгарии, Венгрии, Вьетнаме, Германии, Греции, Дании, Ирландии, Исландии, Италии, Камбодже, Канаде, Колумбии, КНР, на Кубе, в Люксембурге, Монголии, Непале, Нидерландах, Норвегии, Португалии, Республике Корея, России, Румынии, Сан-Марино, Северной Македонии, Сингапуре, Словакии, Тунисе, Турецкой Республике Северного Кипра, Турции, Франции, Чехии, Швеции, Эстонии, ЮАР, в некоторых штатах Мексики и США. В эту же группу входят бывшие югославские республики и страны бывшего СССР, за исключением частично признанной Абхазии.

В 29 штатах США с 2009 по 2019 год вводились разные ограничения на аборты. В 2022 году Верховный суд отменил общенациональное право на аборт. По состоянию на апрель 2023 года запрет на аборты действует как минимум в 14 штатах, в основном на юге и юго-востоке страны; ещё в 8 штатах закон о запрете заблокирован судом.
Женщины обходят законодательные запреты, всё чаще приобретая абортивные препараты через интернет.

### Хронология легализации
Хронология легализации абортов по странам:
| Год легализации | Страны | Стран за год | Стран суммарно |
| --------------- | --- | ------------ | -------------- |
| 1950            | КНДР | 1            | 1              |
| 1953            | Венгрия | 1            | 2              |
| 1955            | Армения, Азербайджан, Беларусь, Эстония, Грузия, Казахстан, Кыргызстан, Латвия, Литва, Молдова, Россия, Таджикистан, Туркменистан, Украина, Узбекистан (как часть СССР) | 15           | 17             |
| 1965            | Куба | 1            | 18             |
| 1973            | Дания, Тунис | 2            | 20             |
| 1974            | Сингапур, Швеция | 2            | 22             |
| 1975            | Австрия, Франция, Вьетнам | 3            | 25             |
| 1977            | Босния и Герцеговина, Хорватия, Черногория, Северная Македония, Сербия, Словения (в составе Югославии)                                                                  | 6            | 31             |
| 1978            | Италия, Люксембург, Норвегия | 3            | 34             |
| 1979            | Китай | 1            | 35             |
| 1983            | Турция | 1            | 36             |
| 1984            | Нидерланды | 1            | 37             |
| 1986            | Кабо-Верде, Чехия, Словакия (как часть Чехословакии), Греция | 4            | 41             |
| 1988            | Канада, Монголия | 2            | 43             |
| 1990            | Бельгия, Болгария, Румыния | 3            | 46             |
| 1992            | Германия | 1            | 47             |
| 1995            | Албания, Гайана | 2            | 49             |
| 1997            | Камбоджа, ЮАР | 2            | 51             |
| 2002            | Непал, Швейцария | 2            | 53             |
| 2007            | Португалия | 1            | 54             |
| 2010            | Испания | 1            | 55             |
| 2012            | Сан-Томе и Принсипи, Уругвай | 2            | 57             |
| 2014            | Мозамбик | 1            | 58             |
| 2018            | Кипр, Ирландия | 2            | 60             |
| 2019            | Исландия | 1            | 61             |
| 2020            | Аргентина, Новая Зеландия | 2            | 63             |
| 2021            | Республика Корея, Таиланд | 2            | 65             |
| 2022            | Колумбия, Сан-Марино | 2            | 67             |
| 2023            | Финляндия | 1            | 68             |

## История абортов
В эпоху античности прерывание беременности считалось вполне рядовым явлением. Это было связано с тем представлением, что новорождённый считался человеком только после обряда sublatio (с лат. — «подъём»), когда отец, поднимая младенца над головой в храме, признавал его новым членом своей семьи.
Платон (427—347 до н. э.) писал: «Повитухи могут оказывать помощь беременным или сделать выкидыш, если таковой желателен». Аристотель (384—322 до н. э.) говорил о том же: «Если у супругов против ожидания зарождаются дети, то плод должен быть вытравлен раньше, чем в нём появились ощущения и жизнь». Диаметрально противоположный подход отражён в первоначальной версии клятвы Гиппократа, датируемой тем же периодом (V в. до н. э.): «Не вручу никакой женщине абортивного пессария».
Аборты в Древнем Риме, особенно в поздний период, не считались чем-то позорным и не были запрещены, но определённые обстоятельства, например аборт без разрешения главы семьи, могли сделать их наказуемыми согласно римскому праву. Тема абортов широко обсуждалась в обществе. Древнеримский поэт Овидий Назон (43 до н. э. — 17 н. э.) в «Любовных элегиях» осуждал искусственные аборты.
С появлением христианства взгляд на прерывание беременности изменился. Аборты были решительно осуждены на VI Соборе в Константинополе (681). Широко известно изречение папы Стефана V (VI), вошедшее в его послание «Consuluisti de infantibus» (887 или 888 г.): «Si ille, qui conceptum in utero per abortum deleverit, homicida est» («Если кто посредством выкидыша устранит зачатое во чреве матери, он человекоубийца»).
В эпоху Средневековья аборты осуждались всеми существующими законами и уложениями и жестоко карались. Лишь во Франции в эпоху Просвещения (1738—1794) начинали было говорить о смягчении наказания для женщин с учётом их конкретных ситуаций, но после Французской революции, согласно Кодексу Наполеона, смертная казнь за прерывание беременности была возвращена.
В XIX—XX веках борьба за легализацию абортов в Западной Европе и Америке шла рука об руку с процессом эмансипации женщин, сопровождавшейся ростом их правовой свободы и повышением уровня их образования. Но на пути к подобной легализации неуклонно вставали клерикальные круги, в результате чего даже в Соединённых Штатах аборты впервые разрешены были лишь в 1973 году, а в 2022-м, спустя почти сорок лет, федеральное правительство передало право на искусственное прерывание беременности самим штатам.   

### По странам

#### Австралия
Аборты декриминализованы на всей территории Австралии с 2019 года. Последним штатом, принявшим декриминализацию, стал Новый Южный Уэльс.

#### Россия, СССР, СНГ
Все дореволюционные российские законы также осуждали абортное дело. Российское уложение о наказаниях считало аборт убийством и наказывало за него тюремным заключением на срок от 4 до 5 лет с лишением прав. В Уложении 1903 года срок наказания был снижен до 3 лет. С началом XX века в некоторых кругах русского общества начали говорить об изменении законодательства об абортах. Решениями XI Пироговского съезда (1910), Съезда акушеров-гинекологов (1911), XII Пироговского съезда (1913), Съезда русской группы Международного союза криминалистов (1914) было рекомендовано исключить наказание женщин вообще, а наказывать только врачей, выполняющих аборт по корыстным соображениям.
Советская власть была первой, легализовавшей аборты в XX веке. Во время революций (1917—1918) законодательно этот вопрос не был регламентирован, и женщин наказывали по законам военного времени. 18 ноября 1920 года Наркомздрав и Наркомюст издали совместное постановление «Об охране здоровья женщины», где провозглашались бесплатность и свободный характер абортов. Согласно официальной советской статистике, легализация значительно уменьшила смертность женщин от аборта: с 4 % до 0,28 %.
27 июня 1936 года постановлением ЦИК и СНК «О запрещении абортов, увеличении материальной помощи роженицам, установлении государственной помощи многосемейным, расширении сети родильных домов, детских яслей и детских садов, усилении уголовного наказания за неплатёж алиментов и о некоторых изменениях в законодательстве о разводах» аборты были ограничены. Аборт допускался в случаях, когда продолжение беременности представляло угрозу жизни или грозило тяжёлым ущербом здоровью беременной женщины, или при наличии передающихся по наследству тяжёлых заболеваний родителей. Это привело к значительному повышению количества криминальных абортов и самоабортов. Смертность от искусственного аборта и его последствий возросла сразу же: если в 1935 году в городах России (по сельской местности такая статистика не велась) был отмечен 451 случай смерти от этой причины, то в 1936-м — уже 910 случаев. Смертность от абортов росла неуклонно до 1940 года, достигнув в городах более 2 тыс. случаев. К последствиям введения запрета на аборт можно также отнести увеличение числа детоубийств. Рождаемость за период запрета абортов повысилась, однако из-за прочих неблагоприятных факторов незначительно.
Указом Президиума ВС СССР от 5 августа 1954 года уголовное преследование женщин за аборты было прекращено, а указом от 23 ноября 1955 года «Об отмене запрещения абортов» свободные аборты, проводимые по желанию женщины исключительно в медицинских учреждениях, были вновь разрешены.
Статистика абортов в СССР была засекречена, обнародована в конце 1980-х годов. СССР занимал одно из первых мест в мире по количеству абортов на число рождённых детей. Пик числа абортов пришёлся на 1964 год — 5,6 млн абортов, что было максимальным за всю историю России. Как отмечала исследовательница проблемы абортов Е. А. Садвокасова, разрешение абортов не привело к полной ликвидации криминального прерывания беременности.
В России аборты входят в систему обязательного медицинского страхования. 11 августа 2003 года Постановлением Правительства РФ был значительно сокращён перечень социальных показаний для прерывания беременности на поздних сроках. Список был сокращён с 13 пунктов до 4.
3 декабря 2007 года Министерством здравоохранения и социального развития РФ утверждён новый (несколько сокращённый) «Перечень медицинских показаний для искусственного прерывания беременности» на поздних сроках. Он не затрагивает прав женщин на единоличное решение по прерыванию беременности при сроке беременности до 12 недель.
В соответствии с Основами законодательства Российской Федерации об охране здоровья граждан от 22 июля 1993 г. каждая женщина имеет право самостоятельно решать вопрос о материнстве. Аборт проводится по желанию женщины при сроке беременности до 12 недель, по социальным показаниям — при сроке беременности до 22 недель, а при наличии медицинских показаний и согласии женщины — независимо от срока беременности. Аборт должен проводиться только в учреждениях, получивших лицензию на указанный вид деятельности, врачами, имеющими специальную подготовку.
Согласно Уголовному кодексу РФ (ст. 123) производство аборта лицом, не имеющим высшего медицинского образования соответствующего профиля, наказывается штрафом в размере до 80 тыс. рублей или в размере заработной платы или иного дохода осуждённого за период до шести месяцев, либо обязательными работами на срок от ста до 240 часов, либо исправительными работами на срок от одного года до двух лет. Однако если указанное деяние повлекло по неосторожности смерть потерпевшей либо причинение тяжкого вреда её здоровью, виновному грозит наказание в виде лишения свободы на срок до пяти лет.
В декабре 2009 года в России была принята поправка к закону «О рекламе», ограничивающая рекламу медицинских услуг по искусственному прерыванию беременности.

##### Отношение к абортам в обществе
Согласно опросу Левада-Центра, в 2013 году аборты считали убийством 28 % россиян, а не считали убийством — 51 % россиян. Согласно данным ВЦИОМ 2018 года, аборт не заслуживает общественного порицания.

## Статистика

### В мире
Количество проводимых в мире абортов в последние годы остаётся стабильным: в 2003 году было проведено 41,6 млн абортов, в 2008 — 43,8 млн. Показатели абортов в расчёте на 1000 женщин составляют 28 по миру в целом, 24 для развитых стран и 29 для развивающихся стран. По имеющимся расчётам, в мире абортами заканчиваются 21 % беременностей, для развитых стран это соотношение составляет 26 %, для развивающихся — 20 %.
В среднем количество абортов в странах с либеральным абортным законодательством не превышает их количества в странах с ограничительным законодательством. При этом ограничительные законы в отношении абортов соотносятся с увеличением числа небезопасных абортов. Как отмечают исследователи, уровень небезопасных абортов в развивающихся странах связан с отсутствием доступа к современным средствам контрацепции. По некоторым оценкам, обеспечение доступа к средствам контрацепции могло бы привести к снижению числа небезопасных абортов на 14,5 млн и предотвратить 38 000 смертей от небезопасных абортов в год по всему миру.
Уровень легальных абортов сильно различается в разных странах. В 2008 году для стран с доступной полной статистикой самый низкий уровень абортов составлял 7 на 1000 женщин в Германии и Швейцарии, самый высокий — 30 на 1000 женщин в Эстонии. Доля беременностей, закончившихся искусственным абортом, в этой же группе стран колеблется от 10 % (Израиль, Нидерланды и Швейцария) до 30 % (Эстония), хотя она может достигать 36 % в Венгрии и Румынии, по которым имеются лишь неполные статистические данные.

### Россия, Украина и Беларусь
В России количество абортов постепенно снижается с начала 1990-х годов, хотя остаётся сравнительно высоким. Так, в 2010 году было проведено 1 054 820 абортов, в 2011—989 375. При этом в официальную статистику абортов в России включаются не только искусственные, но и самопроизвольные аборты (выкидыши), что затрудняет сравнение со многими другими странами, где в статистике учитываются только искусственные аборты. С 2007 года годовое число рождений превышает годовое число абортов, и разрыв между этими двумя показателями постоянно увеличивается.
Количество абортов в России значительно выше количества абортов на Украине и в Беларуси. Например, в 2008 году в России было проведено 1,4 млн абортов, на Украине — 201 тыс., в Беларуси — 42 тыс. Учёные отмечают, что однозначные причины такого различия в показателях между странами с похожей историей и культурой оценить сложно, но предполагают, что это может быть связано с различиями в рациональности и грамотности использования контрацепции и в государственной политике. В частности, очень низкий уровень абортов в Беларуси соотносится с широким распространением гормональной контрацепции; на Украине действуют государственные программы планирования семьи, предусматривающие информирование населения об ответственном родительстве и методах предупреждения нежелательной беременности, а также бесплатное обеспечение средствами контрацепции женщин из групп риска.
К 2015 году число абортов в России составило 848 тысяч, сократившись с 2008 года почти на 40 %. Количество абортов без медицинских показаний (то есть по желанию женщины) составило 445 тысяч, по сравнению с 735 тыс. в 2011 году, сократившись таким образом до 22,8 (43 с учётом абортов по медицинским показателям) абортов на 100 родов.
На Украине же число абортов с 2008 года осталось на прежнем уровне или даже выросло до 200—250 тыс. человек, то есть примерно 48—60 абортов на 100 родов.
Число абортов в Беларуси в 2013 году составило 31,2 тыс. На 100 родов в Беларуси в 2013 году приходилось 26,6 абортов.